# 1. bulharská fotbalová liga
1. bulharská fotbalová liga (bulharsky Първа професионална футболна лига; Părva profesionalna futbolna liga) je nejvyšší fotbalová ligová soutěž pořádaná na území Bulharska. Pořádá ji Bulharská fotbalová federace. Liga byla oficiálně založena v roce 1924. Nižší soutěží je 2. bulharská fotbalová liga (Втора професионална футболна лига).
V letech 1948–2016 nesla název A grupa („А“ професионална футболна група).

## Nejlepší kluby v historii - podle počtu titulů
| Vítězové nejvyšší ligové soutěže |        | |
| Klub                             | Tituly | Vítězné ročníky |
| PFK CSKA Sofia                   | 31     | 1948, 1951, 1952, 1954, 1955, 1956, 1957, 1958, 1958/59, 1959/60, 1960/61, 1961/62, 1965/66, 1968/69, 1970/71, 1971/72, 1972/73, 1974/75, 1975/76, 1979/80, 1980/81, 1981/82, 1982/83, 1986/87, 1988/89, 1989/90, 1991/92, 1996/97, 2002/03, 2004/05, 2007/08 |
| PFK Levski Sofia                 | 26     | 1933, 1937, 1942, 1946, 1947, 1948/49, 1950, 1953, 1964/65, 1967/68, 1969/70, 1973/74, 1976/77, 1978/79, 1983/84, 1984/85, 1987/88, 1992/93, 1993/94, 1994/95, 1999/2000, 2000/01, 2001/02, 2005/06, 2006/07, 2008/09                                         |
| PFK Ludogorec Razgrad            | 14     | 2011/12, 2012/13, 2013/14, 2014/15, 2015/16, 2016/17, 2017/18, 2018/19, 2019/20, 2020/21, 2021/22, 2022/23, 2023/24, 2024/25 |
| PFK Slavia Sofia                 | 7      | 1928, 1930, 1936, 1938/39, 1941, 1943, 1995/96 |
| PFK Litex Loveč                  | 4      | 1997/98, 1998/99, 2009/10, 2010/11 |
| PFK Lokomotiv Sofia              | 3      | 1945, 1963/64, 1977/78 |
| SK Vladislav Varna               | 3      | 1925, 1926, 1934 |
| PFK Botev Plovdiv                | 2      | 1929, 1966/67 |
| OSK Atletik Sofia 1923           | 1      | 1931 |
| PFK Spartak Varna                | 1      | 1932 |
| Sportklub Sofia                  | 1      | 1935 |
| FK Spartak Plovdiv               | 1      | 1962/63 |
| PFK Beroe Stara Zagora           | 1      | 1985/86 |
| FK Etar Veliko Tarnovo           | 1      | 1990/91 |
| PFK Lokomotiv Plovdiv            | 1      | 2003/04 |

## Vítězové jednotlivých ročníků
| A Grupa (1924 – 2020)                         |                                     |                                |                        |
| Ročník                                        | Mistr                               | 2. místo                       | 3. místo               |
| 1924                                          | Soutěž se nedohrála.                | Soutěž se nedohrála.           | Soutěž se nedohrála.   |
| 1925                                          | SK Vladislav Varna (1)              | PFK Levski Sofia               |                        |
| 1926                                          | SK Vladislav Varna (2)              | PFK Slavia Sofia               |                        |
| Bulharské mistrovství se v roce 1927 nehrálo. |                                     |                                |                        |
| 1928                                          | PFK Slavia Sofia (1)                | SK Vladislav Varna             |                        |
| 1929                                          | PFK Botev Plovdiv (1)               | PFK Levski Sofia               |                        |
| 1930                                          | PFK Slavia Sofia (2)                | SK Vladislav Varna             |                        |
| 1931                                          | Atletik-Slava 23 (1)                | Šipčenski sokol Varna          |                        |
| 1932                                          | Šipčenski sokol Varna (1)           | PFK Slavia Sofia               |                        |
| 1933                                          | PFK Levski Sofia (1)                | Šipčenski sokol Varna          |                        |
| 1934                                          | SK Vladislav Varna (3)              | PFK Slavia Sofia               |                        |
| 1935                                          | Sportklub Sofia (1)                 | Ticha Varna                    |                        |
| 1936                                          | PFK Slavia Sofia (3)                | Ticha Varna                    |                        |
| 1937                                          | PFK Levski Sofia (2)                | Levski Ruse                    |                        |
| 1937 – 1938                                   | Ticha Varna (1)                     | SK Vladislav Varna             | Šipka Sofia            |
| 1938 – 1939                                   | PFK Slavia Sofia (4)                | SK Vladislav Varna             | Ticha Varna            |
| 1939 – 1940                                   | ZhSK Sofia (1)                      | PFK Levski Sofia               | PFK Slavia Sofia       |
| 1941                                          | PFK Slavia Sofia (5)                | ZhSK Sofia                     |                        |
| 1942                                          | PFK Levski Sofia (3)                | Macedonia Skopie               |                        |
| 1943                                          | PFK Slavia Sofia (6)                | PFK Levski Sofia               |                        |
| 1944                                          | Soutěz se nedohrála.                | Soutěz se nedohrála.           | Soutěz se nedohrála.   |
| 1945                                          | PFK Lokomotiv Sofia (2)             | Sportist Sofia                 |                        |
| 1946                                          | PFK Levski Sofia (4)                | PFK Lokomotiv Sofia            |                        |
| 1947                                          | PFK Levski Sofia (5)                | PFK Lokomotiv Sofia            |                        |
| 1948                                          | Septemvri pri CDV Sofia (1)         | PFK Levski Sofia               |                        |
| 1948 – 1949                                   | PFK Levski Sofia (6)                | CDNV Sofia                     | PFK Lokomotiv Sofia    |
| 1950                                          | Dinamo Sofia (7)                    | Udarnik Sofia                  | PFK Akademik Sofia     |
| 1951                                          | CDNV Sofia (2)                      | FK Spartak Sofia               | Dinamo Sofia           |
| 1952                                          | CDNA Sofia (3)                      | FK Spartak Sofia               | PFK Lokomotiv Sofia    |
| 1953                                          | Dinamo Sofia (8)                    | Sofijski garnizon Sofia        | VMS Stalin             |
| 1954                                          | CDNA Sofia (4)                      | Udarnik Sofia                  | PFK Lokomotiv Sofia    |
| 1955                                          | CDNA Sofia (5)                      | Udarnik Sofia                  | Spartak Stalin         |
| 1956                                          | CDNA Sofia (6)                      | Dinamo Sofia                   | SKNA Plovdiv           |
| 1957                                          | CDNA Sofia (7)                      | PFK Lokomotiv Sofia            | PFK Levski Sofia       |
| 1958                                          | CDNA Sofia (8)                      | PFK Levski Sofia               | PFK Spartak Pleven     |
| 1958 – 1959                                   | CDNA Sofia (9)                      | PFK Slavia Sofia               | PFK Levski Sofia       |
| 1959 – 1960                                   | CDNA Sofia (10)                     | Dinamo Sofia                   | PFK Lokomotiv Sofia    |
| 1960 – 1961                                   | CDNA Sofia (11)                     | PFK Levski Sofia               | PFK Botev Plovdiv      |
| 1961 – 1962                                   | CDNA Sofia (12)                     | FK Spartak Plovdiv             | PFK Levski Sofia       |
| 1962 – 1963                                   | FK Spartak Plovdiv (1)              | PFK Botev Plovdiv              | CDNA Sofia             |
| 1963 – 1964                                   | PFK Lokomotiv Sofia (3)             | PFK Levski Sofia               | PFK Slavia Sofia       |
| 1964 – 1965                                   | PFK Levski Sofia (9)                | PFK Lokomotiv Sofia            | PFK Slavia Sofia       |
| 1965 – 1966                                   | CSKA Červeno zname Sofia (13)       | PFK Levski Sofia               | PFK Slavia Sofia       |
| 1966 – 1967                                   | PFK Botev Plovdiv (2)               | PFK Slavia Sofia               | PFK Levski Sofia       |
| 1967 – 1968                                   | PFK Levski Sofia (10)               | CSKA Červeno zname Sofia       | PFK Lokomotiv Sofia    |
| 1968 – 1969                                   | CSKA Septemvrijsko zname Sofia (14) | Levski-Spartak Sofia           | PFK Lokomotiv Sofia    |
| 1969 – 1970                                   | Levski-Spartak Sofia (11)           | CSKA Septemvrijsko zname Sofia | ZhSK-Slavia Sofia      |
| 1970 – 1971                                   | CSKA Septemvrijsko zname Sofia (15) | Levski-Spartak Sofia           | POFK Botev Vratsa      |
| 1971 – 1972                                   | CSKA Septemvrijsko zname Sofia (16) | Levski-Spartak Sofia           | PFK Beroe Stara Zagora |
| 1972 – 1973                                   | CSKA Septemvrijsko zname Sofia (17) | PFK Lokomotiv Plovdiv          | PFK Slavia Sofia       |
| 1973 – 1974                                   | Levski-Spartak Sofia (12)           | CSKA Septemvrijsko zname Sofia | PFK Lokomotiv Plovdiv  |
| 1974 – 1975                                   | CSKA Septemvrijsko zname Sofia (18) | Levski-Spartak Sofia           | PFK Slavia Sofia       |
| 1975 – 1976                                   | CSKA Septemvrijsko zname Sofia (19) | Levski-Spartak Sofia           | PFK Akademik Sofia     |
| 1976 – 1977                                   | Levski-Spartak Sofia (13)           | CSKA Septemvrijsko zname Sofia | Marek Stanke Dimitrov  |
| 1977 – 1978                                   | PFK Lokomotiv Sofia (4)             | CSKA Septemvrijsko zname Sofia | Levski-Spartak Sofia   |
| 1978 – 1979                                   | Levski-Spartak Sofia (14)           | CSKA Septemvrijsko zname Sofia | PFK Lokomotiv Sofia    |
| 1979 – 1980                                   | CSKA Septemvrijsko zname Sofia (20) | PFK Slavia Sofia               | Levski-Spartak Sofia   |
| 1980 – 1981                                   | CSKA Septemvrijsko zname Sofia (21) | Levski-Spartak Sofia           | Trakia Plovdiv         |
| 1981 – 1982                                   | CSKA Septemvrijsko zname Sofia (22) | Levski-Spartak Sofia           | PFK Slavia Sofia       |
| 1982 – 1983                                   | CSKA Septemvrijsko zname Sofia (23) | Levski-Spartak Sofia           | Trakia Plovdiv         |
| 1983 – 1984                                   | Levski-Spartak Sofia (15)           | CSKA Septemvrijsko zname Sofia | ZhSK-Spartak Varna     |
| 1984 – 1985                                   | Levski-Spartak Sofia (16)           | CSKA Septemvrijsko zname Sofia | Trakia Plovdiv         |
| 1985 – 1986                                   | PFK Beroe Stara Zagora (1)          | Trakia Plovdiv                 | PFK Slavia Sofia       |
| 1986 – 1987                                   | CFKA Sredec Sofia (24)              | Vitoša Sofia                   | Trakia Plovdiv         |
| 1987 – 1988                                   | Vitoša Sofia (17)                   | CFKA Sredec Sofia              | Trakia Plovdiv         |
| 1988 – 1989                                   | CFKA Sredec Sofia (25)              | Vitoša Sofia                   | FK Etar Veliko Tarnovo |
| 1989 – 1990                                   | PFC CSKA Sofia (26)                 | PFK Slavia Sofia               | FK Etar Veliko Tarnovo |
| 1990 – 1991                                   | FK Etar Veliko Tarnovo (1)          | PFK CSKA Sofia                 | PFK Slavia Sofia       |
| 1991 – 1992                                   | PFC CSKA Sofia (27)                 | PFK Levski Sofia               | PFK Lokomotiv Plovdiv  |
| 1992 – 1993                                   | PFK Levski Sofia (18)               | PFC CSKA Sofia                 | PFK Botev Plovdiv      |
| 1993 – 1994                                   | PFK Levski Sofia (19)               | PFK CSKA Sofia                 | PFK Botev Plovdiv      |
| 1994 – 1995                                   | PFK Levski Sofia (20)               | PFK Lokomotiv Sofia            | PFK Botev Plovdiv      |
| 1995 – 1996                                   | PFK Slavia Sofia (7)                | PFK Levski Sofia               | PFK Lokomotiv Sofia    |
| 1996 – 1997                                   | PFK CSKA Sofia (28)                 | PFK Neftochimik Burgas         | PFK Slavia Sofia       |
| 1997 – 1998                                   | PFK Litex Loveč (1)                 | PFK Levski Sofia               | PFK CSKA Sofia         |
| 1998 – 1999                                   | PFK Litex Loveč (2)                 | PFK Levski Sofia               | Levski Kjustendil      |
| 1999 – 2000                                   | PFK Levski Sofia (21)               | PFK CSKA Sofia                 | FK Velbažd Kjustendil  |
| 2000 – 2001                                   | PFK Levski Sofia (22)               | PFK CSKA Sofia                 | FK Velbažd Kjustendil  |
| 2001 – 2002                                   | PFK Levski Sofia (23)               | PFK Litex Loveč                | PFK CSKA Sofia         |
| 2002 – 2003                                   | PFK CSKA Sofia (29)                 | PFK Levski Sofia               | PFK Litex Loveč        |
| 2003 – 2004                                   | PFK Lokomotiv Plovdiv (1)           | PFK Levski Sofia               | PFK CSKA Sofia         |
| 2004 – 2005                                   | PFK CSKA Sofia (30)                 | PFK Levski Sofia               | PFK Lokomotiv Plovdiv  |
| 2005 – 2006                                   | PFK Levski Sofia (24)               | PFK CSKA Sofia                 | PFK Litex Loveč        |
| 2006 – 2007                                   | PFK Levski Sofia (25)               | PFK CSKA Sofia                 | PFK Lokomotiv Sofia    |
| 2007 – 2008                                   | PFK CSKA Sofia (31)                 | PFK Levski Sofia               | PFK Lokomotiv Sofia    |
| 2008 – 2009                                   | PFK Levski Sofia (26)               | PFK CSKA Sofia                 | PFK Černo More Varna   |
| 2009 – 2010                                   | PFK Litex Loveč (3)                 | PFK CSKA Sofia                 | PFK Levski Sofia       |
| 2010 – 2011                                   | PFK Litex Loveč (4)                 | PFK Levski Sofia               | PFK CSKA Sofia         |
| 2011 – 2012                                   | PFK Ludogorec Razgrad (1)           | PFK CSKA Sofia                 | PFK Levski Sofia       |
| 2012 – 2013                                   | PFK Ludogorec Razgrad (2)           | PFK Levski Sofia               | PFK CSKA Sofia         |
| 2013 – 2014                                   | PFK Ludogorec Razgrad (3)           | PFK Litex Loveč                | PFK CSKA Sofia         |
| 2014 – 2015                                   | PFK Ludogorec Razgrad (4)           | PFK CSKA Sofia                 | PFK Lokomotiv Sofia    |
| 2015 – 2016                                   | PFK Ludogorec Razgrad (5)           | PFK Levski Sofia               | PFK Beroe Stara Zagora |
| 2016 – 2017                                   | PFK Ludogorec Razgrad (6)           | PFK Levski Sofia               | PFK CSKA Sofia         |
| 2017 – 2018                                   | PFK Ludogorec Razgrad (7)           | PFK CSKA Sofia                 | PFK Levski Sofia       |
| 2018 – 2019                                   | PFK Ludogorec Razgrad (8)           | PFK CSKA Sofia                 | PFK Levski Sofia       |
| 2019 – 2020                                   | PFK Ludogorec Razgrad (9)           | PFK Lokomotiv Plovdiv          | PFK CSKA Sofia         |
| 2020 – 2021                                   | PFK Ludogorec Razgrad (10)          | PFK Lokomotiv Plovdiv          | PFK CSKA Sofia         |
| 2021 – 2022                                   | PFK Ludogorec Razgrad (11)          | PFK CSKA Sofia                 | PFK Botev Plovdiv      |
| 2022 – 2023                                   | PFK Ludogorec Razgrad (12)          | PFK CSKA Sofia                 | FK CSKA 1948 Sofia     |
| 2023 – 2024                                   | PFK Ludogorec Razgrad (13)          | PFK Černo More Varna           | PFK CSKA Sofia         |
| 2024 – 2025                                   | PFK Ludogorec Razgrad (14)          |                                |                        |